# Diego Carrillo de Mendoza y Pimentel
Diego Carrillo de Mendoza y Pimentel, I marqués de Gelves y conde consorte de Priego (Valladolid c. 1560 - Madrid, 1636) fue un noble español que ocupó importantes cargos en la Monarquía Hispánica, destacando los de virrey de Aragón y virrey de la Nueva España, entre 1621 y 1624.

## Biografía
Nació en Valladolid, circa 1560, hijo del II marqués de Távara Pedro Pimentel y Osorio y de Leonor Enríquez de Guzmán y Álvarez de Toledo, hija del IV conde de Alba de Liste. Ingresó en la milicia a temprana edad, destacando por su energía, valor e inteligencia. Gentilhombre de la Cámara del rey. Capitán de las Reales Guardas Españolas. Nombrado caballero de la Orden de Santiago en 1586, fue comendador de Villanueva de la Fuente por merced de Felipe III (El Pardo, 23 de noviembre de 1598). Asistente-corregidor de Sevilla, en 1599. Alcaide del castillo de Milán, donde alcanzó el rango de capitán general de la caballería de aquel ducado italiano. Virrey de Aragón (1610-1621), después de su virreinato en la Nueva España formó parte de los Consejos de Estado y de Guerra de Felipe IV. 
Fue el primero y el último marqués de Gelves, pues su única hija, Leonor Pimentel de Portugal, murió joven. Diego Pimentel y Enríquez, que este era su verdadero nombre y varonía (ostentando así las armas heráldicas de la Casa de Pimentel en su retrato adjunto), casó dos veces: primero, con Leonor Francisca de Portugal Colón de Toledo y Vicentelo, IV condesa de Gelves; esta señora era viuda de Fernando Ruiz de Castro, comendador de la Peña de Martos, quedando en su hija Catalina de Castro y Portugal como V condesa de Gelves. Viudo y sin hijos varones, matrimonió en 1621 en segundas nupcias con Juana Carrillo de Mendoza, X condesa de Priego y señora de Escabias y Cañaveras viuda de Francisco Gasol, protonotario del reino de Aragón. No tuvieron sucesión.

## Virrey de la Nueva España
El historiador Oscar Grajales López señala en un artículo que el Virrey Gelves se caracterizó por ser siempre un hombre fiel al Rey, trabajó parte de su vida bajo la administración de Felipe III, a la muerte de este Rey ocupó el trono Felipe IV. Quien nombró a Gelves virrey de Nueva España con el fin de corregir la corrupción en esta colonia y aplicar una reforma, que a la larga causaría el destierro del Virrey Gelves. Siempre fue un hombre honesto, de edad avanzada tuvo que venir a Nueva España contra su voluntad.

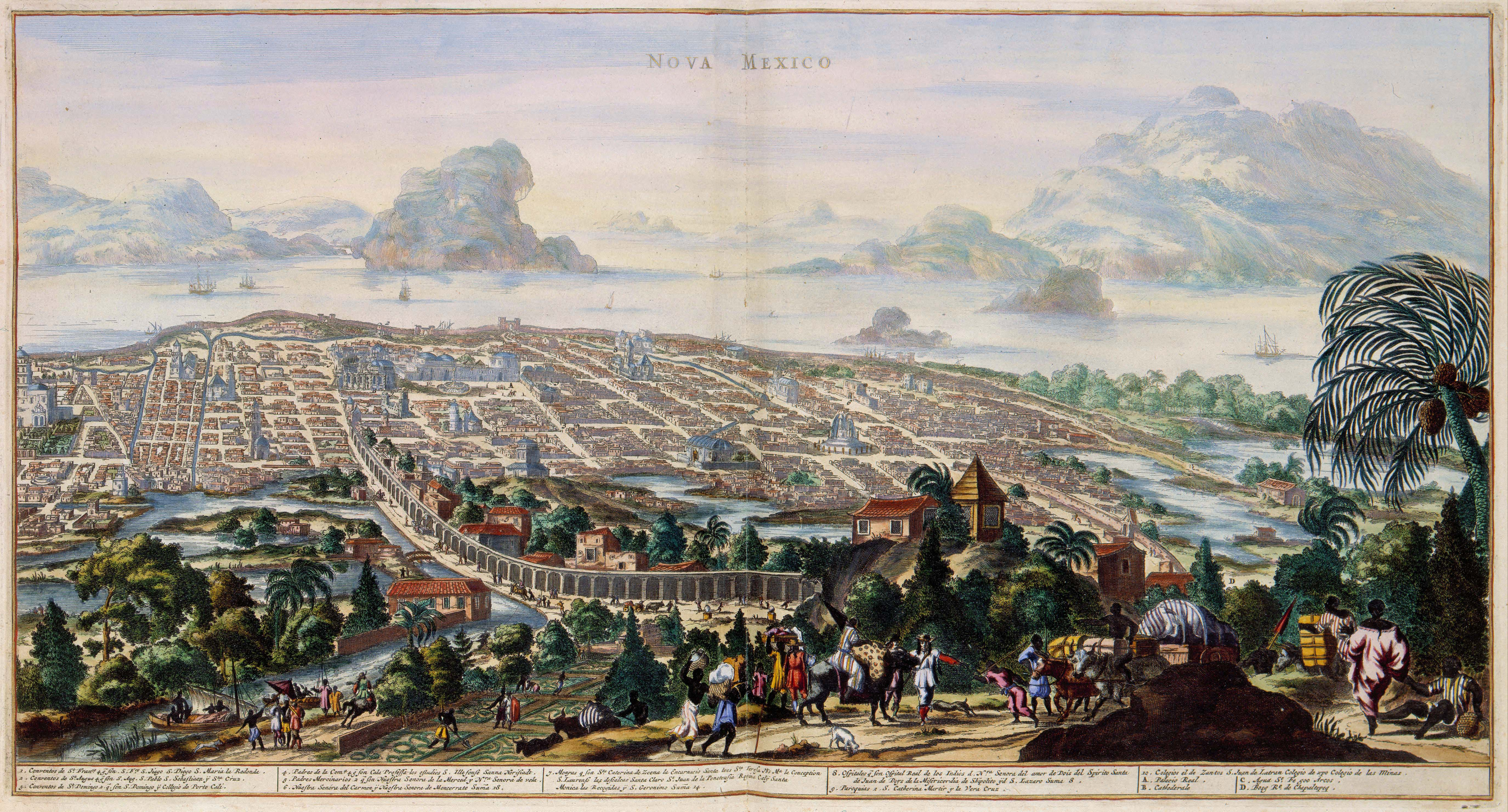
Vista de Ciudad de México a finales del.

Tras el gobierno provisional de Paz de Vallecillo (14 de marzo de 1621), en nombre de la Real Audiencia de México, el XIV virrey Carrillo de Mendoza y Pimentel -designado por el nuevo gobierno de Madrid, en el mes de abril- entró en la capital del reino novohispano el 21 de septiembre de 1621, dedicándose desde los primeros días a reorganizar el gobierno y tomando a su cargo una administración desmoralizada, cuyo antecesor había dejado en un estado deplorable; implementando medidas inmediatas para aplicar estándares de moral entre sus funcionarios. Organizó las áreas de la armada novohispana y al ejército para combatir la delincuencia que azotaba al reino. También ordenó el arresto inmediato de malhechores que fueran sorprendidos en el acto.
Organizó la persecución contra los bandidos que infestaban los caminos, mandando activar los procesos y ejecutando con todo rigor las sentencias recaídas, al propio tiempo que cuidaba de la hacienda pública, conducta que le ganó las simpatías generales de las personas honradas. 
Se compró gran cantidad de grano para distribuirlo entre los pobres de la capital, como una de las medidas para combatir la sequía y el hambre que azotó a la región. También se opuso, en 1623, a la monopolización que buscaban los comerciantes del maíz, monopolio formado para proponer el alza de precios sobre los productos, en contra de los intereses de muchas personas influyentes, lo cual le creó una enemistad con éstos, que se pusieron enfrente, convirtiéndose en sus enemigos. 
Durante su primer año (noviembre) en la suprema magistratura virreinal, fundó una cátedra de Cirugía en la Real y Pontificia Universidad de México, a cargo del primer doctor mexicano de nacimiento, Cristóbal Hidalgo y Bandaval († 1660), asignatura que se enseñaba por primera vez en América.
El 7 de marzo de 1623 el virrey dio órdenes de cesar los trabajos del sistema de drenado de la Valle de México ya que lo consideraba como un proyecto costoso, y con pocas probabilidades de ser eficaz. Asimismo se mandó la destrucción del dique que controlaba el paso de las aguas del río Cuautitlán hacia la laguna de San Cristóbal y el lago de Texcoco; lo cual acarreó graves consecuencias a su imagen y a la Ciudad de México ya que el periodo de lluvias de ese año fue mayor y causó inundaciones que acarrearon pérdidas humanas y económicas.

## Conflicto con el Arzobispo y revuelta en el Palacio Real / Nacional
Recibió numerosas quejas contra el arzobispo de México, Juan Pérez de la Serna, referentes a su venalidad y fundadas en la manifiesta injusticia de las sentencias que se dictaban en su tribunal eclesiástico, y de ahí nació un conflicto entrambas autoridades y jurisdicciones. El virrey dio instrucciones al arzobispo para no conceder divorcios tan fácilmente, para no aceptar regalos, y no practicar el alza de los precios en la carne (de la cual algunas órdenes religiosas poseían haciendas con innumerables cabezas de ganado).
Estas diferencias entre los dos llevaron a la ruptura final, la cual ocurrió debido a un proceso legal contra Melchor Pérez de Baráiz e Ibero, el corregidor de la Ciudad de México y alcalde mayor de Metepec. Acusaron a Pérez de Baráiz de que apoyaba la monopolización del maíz a favor de terceros y practicaba la granjería con fines ilícitos. Él se refugió convento de Santo Domingo para evitar la detención. Los jueces fijaron a guardias alrededor del convento, pero el arzobispo solicitó la inmunidad eclesiástica y amenazó de excomunión a los jueces, a sus aliados y a los soldados. El virrey y la Audiencia apelaron al obispo de Puebla, quien era el juez apostólico en tales casos, y se le pidió absolver la amenaza de excomunión. El prelado respondió con una prohibición general cerrando todas las iglesias en la capital por algunos días.
El 11 de enero de 1624, el arzobispo hizo una visita inesperada al Palacio Virreinal en silla de manos. Estando presente el virrey quien, junto con la Real Audiencia, habían determinado el destierro y encierro del arzobispo en San Juan de Ulúa, a quien mandaron embarcar para Europa. El arzobispo respondió ya estando en San Juan Teotihuacán con la excomunión tanto del virrey como de todos los miembros de la Audiencia, ordenando también que clérigos a caballo montaran por las calles de la capital gritando "¡Viva Cristo!" y "¡Muera el mal gobierno!". Por tal medida el virrey arrestó al arzobispo ordenando una escolta que lo acompañara de regreso a España. 
Tres de los miembros de la Audiencia revocaron la orden de deponer al arzobispo, pero el virrey también los tomó prisioneros, por desacato. Como consecuencia de las medidas en contra del arzobispo se originó una revuelta popular el 15 de enero de 1624 que culminó con la quema de las puertas del Palacio Virreinal y la exigencia de destitución de Carrillo de Mendoza y Pimentel. La Audiencia destituyó al virrey (que no había logrado dominar el motín) del alto puesto que desempeñaba, nombrando en su lugar al oidor licenciado Pedro Vargas Gabiria como capitán general. El desatinado arzobispo, quien había conseguido escapar, se autoproclamó como virrey desde el 15 de enero hasta el 3 de noviembre del corriente en que tomaría posesión del reino el III marqués de Cerralbo. La noche del incendio Carrillo de Mendoza y Pimentel pudo escapar del asalto a palacio disfrazado como un sirviente, consiguiendo refugiarse en el Convento de San Francisco el Grande siendo custodiado durante su estancia en la Nueva España con una escolta de honor.
Siguiendo las órdenes del rey, cuando Cerralbo llegó a Nueva España ordenó la inmediata remoción del arzobispo rebelde y restableció a Gelves como virrey por dos días no más (del 31 de octubre al 3 de noviembre) como muestra de que la autoridad del soberano estaba por encima de cualquier grupo social, económico y hasta religioso de la Nueva España.
A primeros de 1625 Carrillo de Mendoza y Pimentel se embarcó para la península ibérica, donde tuvo audiencia con el rey Felipe IV para responder por los actos de su gobierno y administración. La majestad católica aprobó parte de las disposiciones tomadas contra el arzobispo, pero desautorizó otras medidas de su virrey.